# Maskenlerche

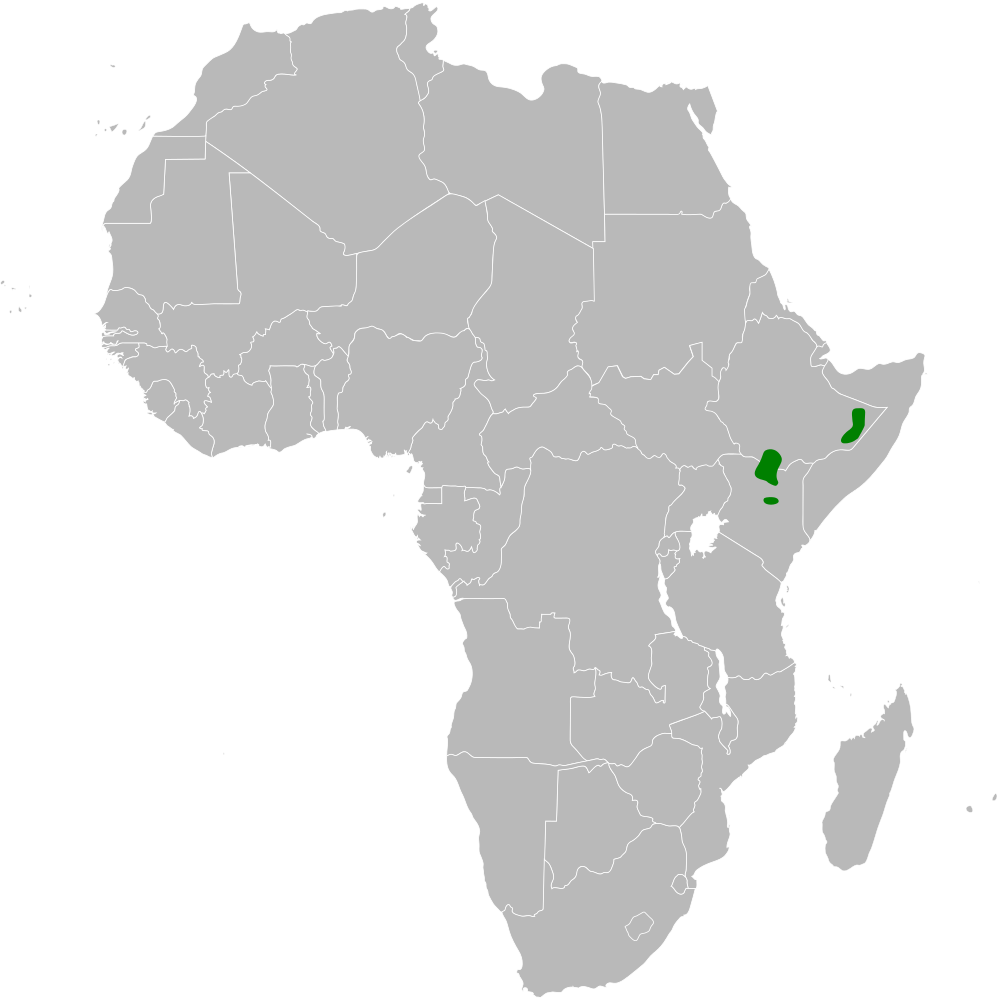
Verbreitungsgebiet der Maskenlerche

Die Maskenlerche (Spizocorys personata) ist eine kleine, dunkel rotbräunliche Vogelart aus der Familie der Lerchen. Sie ist etwa 25 Prozent kleiner als eine Feldlerche und ist schlanker als die Obbialerche. Das Verbreitungsgebiet der Maskenlerche liegt im Osten Afrikas. Es werden vier Unterarten unterschieden. Namensgebend ist die schwarze Gesichtszeichnung.
Die Bestandssituation der Maskenlerche wurde 2016 in der Roten Liste gefährdeter Arten der IUCN als „Least Concern (LC)“ = „nicht gefährdet“ eingestuft.

## Merkmale
Die Maskenlerche erreicht eine Körperlänge von etwa 13 Zentimetern, wovon zwischen 4,8 und 5,1 Zentimeter auf den Schwanz entfallen. Der Schnabel misst vom Schädel aus zwischen 1,35 und 1,55 Zentimeter. Sie wiegt knapp 20 Gramm. Es besteht kein Geschlechtsdimorphismus.
Stirn, Scheitel und Nacken sowie der Hinterhals der Maskenlerche sind graubraun mit einer unauffälligen Streifung. Das Gefieder ist an diesen Körperpartien jedoch dunkelbraun getupft, so dass insgesamt ein schuppiges Aussehen entsteht. Der Mantel ist graubraun, das Gefieder des Rückens hat einen etwas ausgeprägteren Grauton, das Gefieder ist außerdem undeutlich dunkel gestreift. Bürzel und Oberschwanzdecken sind ähnlich gefärbt.
Im Gesicht verläuft eine schwarze Maske rund um das Auge bis zur Schnabelbasis und hinunter zur Wange. Die Ohrdecken sind graubraun und von der schwarzen Maske durch einen kleinen hellen Fleck getrennt. Das Kinn und die Kehle sind weiß, die Brust ist graubraun, der Bauch ist etwas rötlich. Die Unterschwanzdecken sind gelbbraun. Die Hand- und Armschwingen sind braun. Die Schwanzfedern sind dunkelbraun, allerdings hat die äußerste Steuerfeder eine hell gelbbraune Innenfahne mit einem schmalen dunkelbraunen Saum. Das mittlere Steuerfederpaar ist am hellsten. Der Schnabel ist hell hornfarben, wobei der Unterschnabel etwas heller ist.

## Verwechslungsmöglichkeiten
Im Verbreitungsgebiet der Maskenlerche kommt keine andere Lerchenart vor, mit der die Maskenlerche verwechselt werden könnte.

## Verbreitungsgebiet und Lebensraum
Die Maskenlerche kommt im Osten und Süden von Äthiopien sowie im Norden und im Zentralgebiet von Kenia vor. Sie ist im gesamten Gebiet ein Standvogel.
Der Lebensraum der Maskenlerche ist Grasland, das nur schütter mit einzelnen Dornbüschen bewachsen ist. Sie kommt auch auf schwarzen Lavaböden vor.

## Lebensweise
Die Lebensgewohnheiten der Maskenlerche sind noch nicht abschließend untersucht. So sind keine Details über die Balzflüge des Männchens bekannt oder die Fortpflanzungsbiologie dieser Art näher untersucht. Die Maskenlerche frisst Wirbellose wie Heuschrecken, Grassamen und Pflanzenknollen.

## Unterarten
Es werden vier Unterarten unterschieden.
- S. p. personata (Sharpe, 1895) – Vorkommen im Osten Äthiopiens
- S. p. yavelloensis (Benson, 1947) – Vorkommen vom Süden Äthiopiens bis in den Norden von Kenia.
- S. p. mcchesneyi (Williams, JG, 1957) – Vorkommen auf dem Hochplateau des Marsabit County im Norden Kenias.
- S. p. intensa (Rothschild, 1931)  – Vorkommen im Zentralgebiet von Kenia

## Einzelbelege
1. ↑  Pätzold: Kompendium der Lerchen. S. 294.
2. ↑  
Spizocorys personata in der Roten Liste gefährdeter Arten der IUCN 2016. Eingestellt von: BirdLife International, 2016. Abgerufen am 9. Oktober 2017.
3. ↑  Pätzold: Kompendium der Lerchen. S. 293.
4. ↑  IOC World Bird List 6.4. In: IOC World Bird List Datasets. doi:10.14344/ioc.ml.6.4 (englisch, worldbirdnames.org).